# 12412 Мутісатіе
12412 Мутісатіе (12412 Muchisachie) — астероїд головного поясу, відкритий 20 вересня 1995 року.
Тіссеранів параметр щодо Юпітера — 3,523.
Названо на честь Муті Сатіе (яп. むち・さちえ(鞭幸枝) муті сатіе)